# Rue de la Daurade
La rue de la Daurade (en occitan : carrièra de la Daurada) est une voie de Toulouse, chef-lieu de la région Occitanie, dans le Midi de la France.

## Situation et accès

### Description
La rue de la Daurade est une voie publique. Elle se trouve dans le quartier du Capitole, dans le secteur 1 - Centre. Elle naît à l'est de la place de la Daurade, presque face à la rampe qui, en s'abaissant doucement depuis le quai, permet d'accéder au port de la Daurade. Elle est longue de 67 mètres, rectiligne, d'une largeur régulière de 8 mètres et orientée à l'est. Elle se termine au carrefour de la rue Peyrolières, au niveau d'une petite place qui se forme avec les rues François-Boyer-Fonfrède et Jacques-Cujas.
La chaussée ne compte qu'une seule voie de circulation automobile en sens unique, de la place de la Daurade vers la rue Peyrolières. Elle appartient à une zone de rencontre et la vitesse y est limitée à 20 km/h. Il n'existe pas de bande, ni de piste cyclable, quoiqu'elle soit à double-sens cyclable.

### Voies rencontrées
La rue de la Daurade rencontre les voies suivantes, dans l'ordre des numéros croissants :
1. Place de la Daurade
2. Rue Peyrolières

## Odonymie
La rue de la Daurade a toujours porté ce nom, qu'on trouve sur des actes de la fin du XIVe siècle (carraria Deaurata en latin). Elle le doit à la proximité du prieuré bénédictin et de l'église de la Daurade, dont elle longeait à l'origine le côté gauche,.
La rue a également porté le nom de rue Neuve-de-la-Daurade, à la fin du XVIIIe siècle, après les travaux de reconstruction de l'église et, surtout, du réaménagement de la rue en 1775. En 1794, pendant la Révolution, elle fut renommée, avec la rue de la Tour-de-Najac (actuelle rue Jacques-Cujas), qui la prolonge à l'est, en l'honneur du philosophe des Lumières Jean-Jacques Rousseau, auteur du Contrat social et de l'Émile et considéré comme un précurseur de la Révolution,.

## Patrimoine et lieux d'intérêt

### Basilique de la Daurade
Classé MH (1963) et  Classé MH (1994),.

### Immeubles
- no  1 : immeuble (vers 1773)[6].
- no  2 : immeuble (vers 1773)[7].
- no  3 : immeuble (vers 1773)[8].

- no  3 bis : immeuble. 
L'immeuble est construit vers 1773 dans le cadre de l'aménagement des quais de la Garonne par l'architecte Joseph-Marie de Saget, à l'angle de la place de la Daurade (actuel no 3)[9].

- no  5 : immeuble de la Province. 
L'immeuble est construit à l'angle des rues François-Boyer-Fonfrède, Peyrolières et de la Daurade, dans le cadre de la campagne de travaux entrepris par les États de la province de Languedoc pour l'aménagement des quais de la Garonne, entre 1765 et la Révolution. L'ingénieur Joseph-Marie de Saget conçoit les plans d'alignement ainsi que l'ordonnance des façades. L'élévation sur la rue de la Daurade forme une continuité avec les façades des autres immeubles de la rue, mais ne correspond pas aux autres façades de l'immeuble, sur les rues Peyrolières et François-Boyer-Fonfrède[10].